# Eladio Reinón
Eladio Reinón (* 1963 in Sedaví) ist ein spanischer Jazzmusiker (Tenor- und Sopransaxophon, Klarinette, Komposition).

## Leben und Wirken
Reinón begann mit zehn Jahren in der städtischen Banda seiner Geburtsstadt mit dem Musikunterricht. Im Alter von neunzehn Jahren entschied er, sich in Barcelona niederzulassen. Gemeinsam mit Ricard Belda und Perico Sambeat absolvierte er seine Ausbildung zum Jazzmusiker im dortigen Taller de Músics, wo er selbst seit 1993 unterrichtete. Anfang der 1990er Jahre nahm er in New York City bei Andy Gonzalez Unterricht.
Reinón gründete neben seinem Quintett seine Bigband Supercombo, mit der er mehrfach auf dem Jazzfestival in Barcelona auftrat. Er konzentrierte sich früh auf lateinamerikanischen Jazz und transponierte, zunächst mit Tete Montoliu, Boleros in den Jazzkontext. Nach dessen Tod nahm er zwei Alben mit Bebo Valdés für Fresh Sound Records auf, Aceré (1998) und Afro-Cuban Jazz Suite Nº1 (1999). Mit einem Quintett aus Jaume Llombart, Mario Rossy, Yoan Sánchez und Luis Alfonso Guerra folgte 2012 das Album A flor de pell (Jazztones, 2012). Weiterhin legte er Alben mit Jack Walrath, Idris Muhammad und Mario und Jordi Rossy vor. 
Reinón unterrichtet als Titularprofessor Saxophon und Ensemble in der Jazzabteilung der Escuela Superior de Música de Catalunya und an der Jazzabteilung der Escula del Musical de Bellaterra, die er 1991 gründete.

## Preise und Auszeichnungen
Reinón wurde 1983 mit A-Free-K als beste Gruppe beim Festival von San Sebastian ausgezeichnet. 1986 errang er beim Nationalen Jazzfestival in Palma de Mallorca den Preis als bester Interpret. Sein Album mit Montoliu Es la Historia de un Amor wurde 1992 von der Vereinigung der Jazzfreunde Kataloniens als „bestes Album“ ausgezeichnet. 2002 zeichnete ihn dieselbe Vereinigung als besten Bigband-Dirigenten aus.